# Río Tosna
Río Tósna (en ruso: Река То́сна) es un río en el  óblast de Leningrado, Rusia. Es un afluente izquierdo del río Nevá. El nombre deriva de la raíz eslava Тъсьнъ T'sn' , que quiere decir estrecho. 
La fuente de río se encuentra a unos 5 km al noreste de la aldea Poddubie, cerca del río Oredezh, y desemboca en el Nevá, cerca de Otrádnoye. Tiene una longitud de 127km y una amplitud que oscila entre los 5 y 30 metros, una pendiente media de 0,36 m/km.  A lo largo de sus orillas se hallan zonas pantanosas, bosques mixtos de alerces y abetos, cultivos de lúpulo. Una variedad de fauna se reparte a lo largo del río y sus orillas, entre esta, se cuentan castores, nutrias, alces, martas, osos, jabalís y recientemente lobos.
Las poblaciones de Tosno, Nikólskoye y Otrádnoie están localizadas a lo largo del Tósna. Sus principales afluentes son los ríos Tustovka y Sablinka. En este último se localizan las cuevas de Sablinskie, que fueron excavadas en el siglo XIX para la extracción de arena blanca para la industria de vidrio. 